# Le Camp des Saints
Le Camp des Saints (títol original en francès) és una novel·la apocalíptica publicada el 1973 per Jean Raspail a l'editorial Éditions Robert Laffont. La novel·la descriu un futur en el qual la migració pacífica en massa des del tercer món arriba a França i a Occident i desemboca en la destrucció de la civilització Occidental.
Gairebé quaranta anys després de la seva publicació original el llibre va tornar a la llista dels més venuts el 2011. El títol és una referència al llibre bíblic de Revelació (Apocalipsi 20:9): "I van pujar sobre l'amplària de la terra, i van circumdar el camp dels sants". El llibre ha estat traduït a diversos idiomes, arribant a més de 500.000 exemplars venuts.
En la seva publicació, el llibre va rebre elogis d'algunes prominents figures literàries franceses, incloent, per exemple, Jean Anouilh, Jean Cau i Louis Pauwels. L'article de portada de The Atlantic Monthly de desembre de 1994 es va centrar en els temes de la novel·la, analitzant-los en el context de les relacions internacionals, i descrivint-la com "el llibre més políticament incorrecte publicat a França durant la segona meitat del segle XX". Els autors de l'article, l'historiador britànic Paul Kennedy i el professor de la Universitat de Colúmbia Matthew Connelly van afegir: «molts integrants de les més pròsperes economies estan començant a concordar amb la visió de Raspail». Però, el Southern Poverty Law Center ha comparat el llibre amb Els diaris de Turner, atribuint la seva popularitat entre els nacionalistes blancs als paral·lels de la trama amb la teoria de la conspiració del genocidi blanc.
El llibre va tornar a la llista de llibres més venuts, classificant-se entre els 5 primers en llibreries a França des de març de 2011. Steve Bannon, ex estrateg en cap de Donald Trump, va esmentar el llibre unes tres vegades el 2016; i la revista Newsweek va caracteritzar llavors al llibre com a "poc conegut."
El llibre va servir d'inspiració per la teoria del Gran reemplaçament, de Renaud Camus.